# Ratchet & Clank (computerspil)
Ratchet & Clank er et third-person shooter-platformspil udviklet af Insomniac Games og udgivet af Sony Computer Entertainment til PlayStation 2 i 2002. Det er det første spil i Ratchet & Clank-serien og det første spil udviklet af Insomniac Games, der ikke er ejet af Universal Interactive.

## Gameplay
I Ratchet & Clank er hovedpersonen Ratchet, som spilleren styrer fra et tredjepersonsperspektiv (third-person), selvom der også er en førstepersonstilstand (first-person) til rådighed for at udforske omgivelserne. Spilleren bevæger sig gennem forskellige miljøer med en stor samling af usædvanlige gadgets og våben, som bruges til at besejre fjender og overvinde forhindringer. I alt kan op til 36 våben og gadgets købes eller findes i spillet.
Spilleren starter spillet med to våben: "OmniWrench 8000", et standard nærkampsvåben med mange anvendelsesmuligheder, såsom at interagere med miljømæssige gåder, og Bomb Glove, en kortdistances granatkaster. Efterhånden som missioner fuldføres på spillets forskellige planeter, bliver flere våben og gadgets tilgængelige. Disse inkluderer Blaster, en automatisk pistol; Pyrocitor, en flammekaster; og Suck Cannon, en støvsugerlignende kanon, der suger mindre fjender op og omdanner dem til projektiler. Våben kan enten findes undervejs eller købes for bolte, spillets valuta. OmniWrench forbliver standardvåbnet til nærkamp og har sin egen knap, mens alle andre våben fungerer som sekundære våben, der kun kan udstyres ét ad gangen. Dog kan alle våben opbevares i spillerens inventar.
Bolte kan findes i kasser sammen med ammunition eller droppes af besejrede fjender. Spilleren skal også købe ammunition til de fleste våben, men et lille antal våben kan bruges uden ammunition. Forhandlere, der sælger våben og ammunition, er placeret strategisk gennem banerne. Efter at have gennemført spillet kan spilleren vælge at gå ind i "challenge mode", hvor sværhedsgraden stiger markant, men alle bolte og våben, der blev erhvervet i første gennemspilning, bibeholdes. Der er også mulighed for at købe "gold weapons", som er mere kraftfulde versioner af eksisterende våben. Spillets sundhedssystem, Nanotech, starter med fire sundheds-"bobler", som giver spilleren mulighed for at tage op til fire slag. Opgraderinger kan dog købes, hvilket øger spillerens samlede liv til fem slag ved den første opgradering og otte slag ved den anden.
Normalt sidder Clank på Ratchet's ryg og fungerer som en jetpack eller en lignende anordning. Dog bliver Clank lejlighedsvis en spilbar karakter, når Ratchet ikke kan udforske visse områder. Clank kan kontrollere Gadgebots, mindre robotter, der ligner ham og udfører specifikke opgaver for ham. Raceløb, i form af hoverboard-løb, forekommer også i spillet. Nogle racemissioner er nødvendige for at komme videre i spillet, mens andre er valgfrie. Der er desuden et niveau med rumkamp og et niveau, hvor spilleren flyver gennem luften og skyder tankskibe. Mini-spil, der låser døre, forlænger broer eller hæver platforme, findes i de fleste baner.